# 伊薩諾茨基火山
54°46′07″N 163°43′46″W / 54.76861°N 163.72944°W

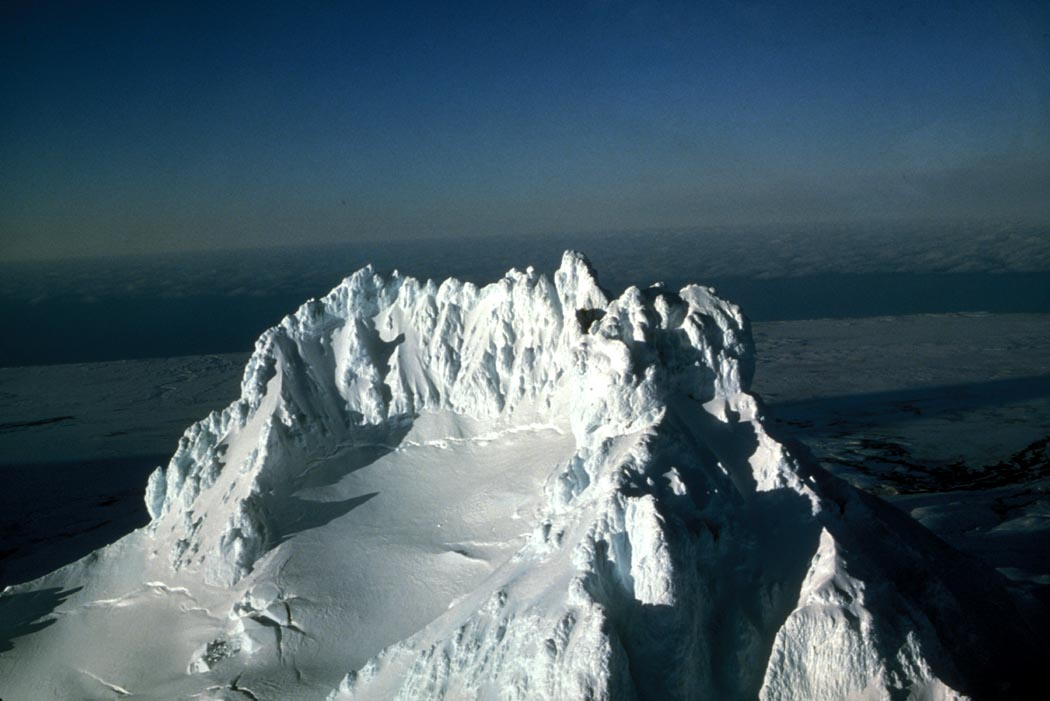

伊薩諾茨基火山是美國的火山，位於烏尼馬克島，由阿拉斯加州負責管轄，屬於阿留申山脈的一部分，距離希沙爾丁火山16公里，海拔高度2,471米。

## 外部連結
- Isanotski Peaks on skimountaineer.com （页面存档备份，存于）
- Isanotski Peaks on Topozone （页面存档备份，存于）